# Enrique Villalobos
Enrique Villalobos Brassart (Madrid, 20 novembre 1965) è un ex cestista spagnolo.

## Carriera
Con la Spagna ha disputato i  Campionati europei del 1989.

## Palmarès
- Copa del Rey: 1

Real Madrid: 1989
- Coppa di Francia: 1

Cholet: 1999
- Coppa delle Coppe - Coppa d'Europa: 2

Real Madrid: 1988-89, 1991-92